# Les Perses (téléfilm)
Pour les articles homonymes, voir Perse.

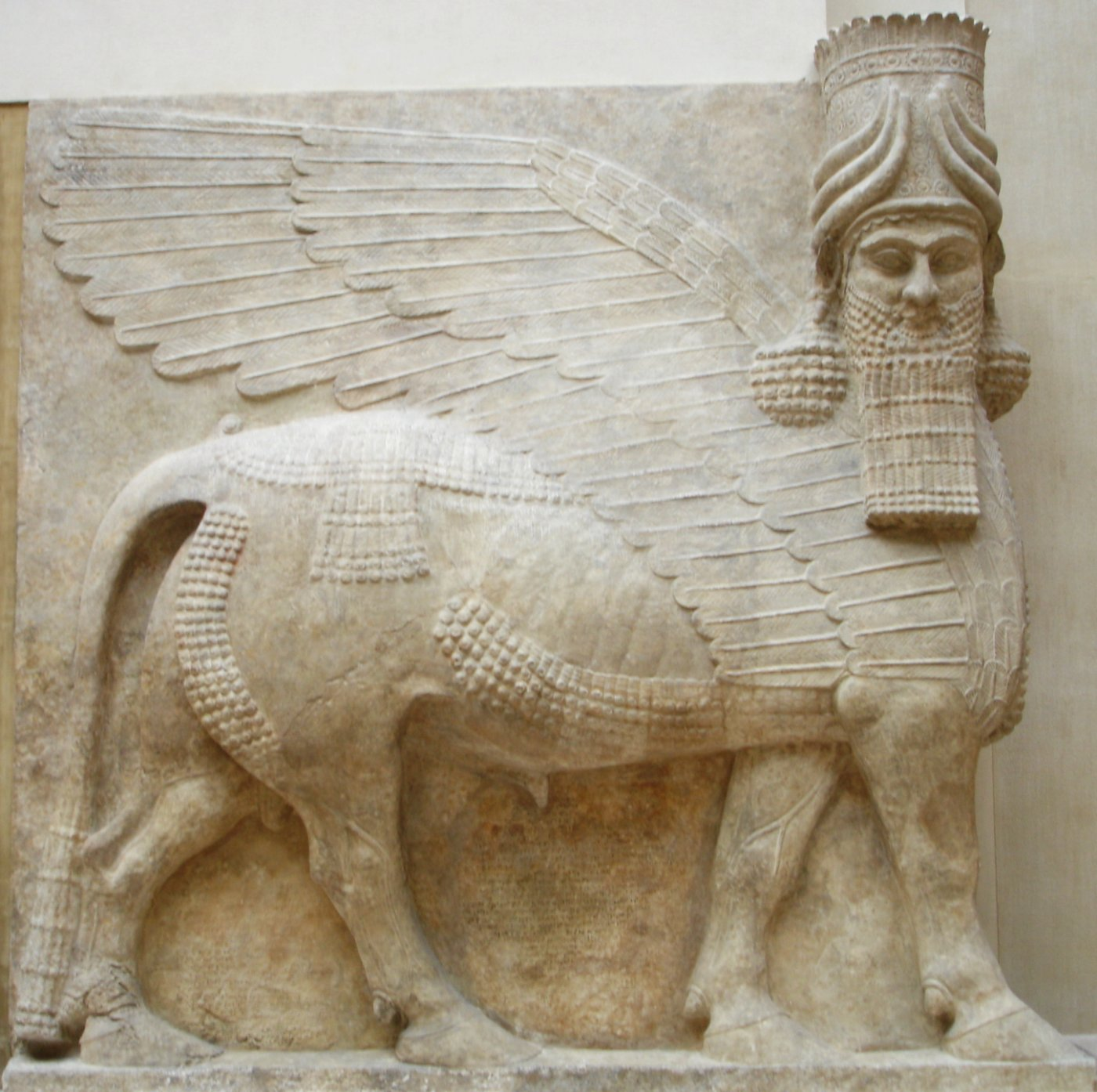
Une statue de taureau androcéphale ailé de Dur-Sharrukin (actuelle Khorsabad), musée du Louvre. Les décors des Perses sont inspirés de ce type de statue.

Les Perses est une adaptation télévisée par Jean Prat de la tragédie du même nom de l'auteur grec antique Eschyle. Adaptation faite sous la forme d'un oratorio moderne, elle fut diffusée le 31 octobre 1961 à 20 h 30 à la fois sur RTF Télévision et sur France IV. Ce drame antique raconte le retour désastreux du « Grand roi » perse Xerxès dans son palais de Suse après la défaite de Salamine (-480) face aux Grecs.

## La pièce
L'histoire suit fidèlement le texte de l'œuvre d'Eschyle.
Les vieillards fidèles que Xerxès a choisi pour garder Suse, sortent lentement du palais et se rangent en ligne. Le coryphée les présente puis se lamente sur l'absence de nouvelles de la part du grand roi et de son armée qui sont partis faire la guerre aux Grecs. Il égrène les noms de tous les glorieux personnages qui sont ainsi partis : Amistrès, Artaphrénès, Mégabatès, Astaspès, Artembarès, Masistrès, Imaios, etc. Cette litanie est reprise en chœur par les vieillards qui célèbrent les forces des nombreuses armées de l'empire perse qui accompagnent Xerxès.
La reine Atossa, mère de Xerxès et veuve de Darius, sort à son tour du palais. Elle déclame son inquiétude. Un messager perse arrive alors, et raconte le désastre qui est survenu à l'armée perse.
Les vieillards invoquent l'esprit de Darius, le défunt père de Xerxès. Son spectre apparaît alors et Atossa lui annonce la terrible nouvelle. Avant de repartir dans les ténèbres le spectre de Darius demande aux vieillards d'accueillir Xerxès et de le conseiller.
Le grand roi Xerxès arrive enfin et entame un dialogue douloureux avec le chœur.

## Caractéristiques de l'œuvre
L'idée initiale d'adapter l'œuvre d'Eschyle revient à Albert Ollivier, alors directeur des programmes télévisés de la RTF. Dans un entretien publié par le journal Le Monde le 1er novembre 1961, Jean Prat précisera qu'Albert Ollivier « voulait pousser plus avant certaines expériences dramatiques spécifiquement télévisuelles ». Les moyens mis en œuvre pour réaliser Les Perses sont considérables, selon Jean Prat lui-même.
L'œuvre de Jean Prat marque une date dans l'histoire de la télévision française. Elle est diffusée en même temps à la télévision sur RTF Télévision et à la radio sur France IV en modulation de fréquence, pour simuler la stéréophonie. C'est la première fois que la RTF réunit les ressources de la radio à celles de la télévision. Il était préconisé de placer le récepteur radio derrière le poste de télévision pour que les téléspectateurs profitent de l'effet stéréophonique. Lorsque la voix d'un personnage était diffusée sur le canal radiophonique, son visage n'était pas dans le champ de la caméra.
Le texte français est une adaptation de Jean Prat. Le chœur, principal acteur des Perses, est dirigé par René Alix. Les voix sont soutenues par une musique originale de Jean Prodromidès. Tous les acteurs, parmi lesquels François Chaumette et Charles Denner, portent des masques qui ont été conçus par Cyrille Dives : « Librement inspirés des bas-reliefs persans contemporains d'Eschyle, ces masques ne sont évidemment pas destinés, comme les masques grecs, à amplifier les visages des acteurs, mais à leur donner une unité, un caractère hiératique et irréel ». Les acteurs sont le plus souvent immobiles et lorsqu'ils se déplacent, ils le font avec lenteur et régularité. Cet aspect rappelle le travail du metteur en scène Maurice Jacquemont en 1936 pour son adaptation de la pièce au groupe théâtral antique de la Sorbonne, mais Jean Prat s'est défendu d'avoir été influencé par cette mise en scène.
Le décor dépouillé et stylisé représente les parties extérieures d'un palais inspiré du véritable palais de Xerxès. Il a été réalisé en polystyrène par Jean-Jacques Gambut et puissamment éclairé par cinq énormes lampes à arc de 225 kW. Derrière et au-dessus des murs du palais se trouve un fond sur lequel a été peint le ciel avec quelques nuages. Des statues de Lammasu (ou Shedu), un taureau androcéphale ailé, renforcent le caractère magistral du palais.

## Critiques
La diffusion des Perses en 1961 fut précédée d'une communication importante dans la presse. Les organes de presse de l'époque estimaient qu'un grand nombre de téléspectateurs étaient devant leur écran, d'autant plus qu'à l'époque il n'y avait qu'une seule chaîne de télévision en France.
Plusieurs critiques ont mis en cause le caractère trop élitiste du spectacle. Ainsi le journaliste spécialiste de la télévision, Christian Bretagne, écrit dans son ouvrage Chère Télé Vision publié en 1972 : « Les Perses à la télé ?… C'est une audience de 75 % au premier acte et 3 % au dernier ! ». En revanche d'autres ont loué les qualités de l'œuvre, comme Robert Bordaz, directeur général de la RTF qui déclare en 1962 : « La télévision […] doit faire appel aux jeunes auteurs, à l'avant-garde et aux jeunes. L'avant-garde c'est Les Perses ! »
L'écrivain François Mauriac, « téléspectateur assidu », écrit après la diffusion des Perses : « J'ignore si les téléspectateurs se sont plaints. Albert Ollivier, directeur des programmes, aura pu faire alors, de toutes leurs lettres, un grand feu de joie au milieu de la rue Cognac-Jay. Grâce à lui et pour la première fois, la télévision aura été au bout de ses possibilités. Un chef-d'œuvre vénérable a surgi du gouffre de deux mille quatre cents années ».
La revue spécialisée Télé Magazine écrit le commentaire suivant : « Excellent texte, images léchées, grand décor, beaux costumes, musique et décors grandioses : une expérience ambitieuse, une réussite. Et pourtant, Les Perses ont ennuyé le téléspectateur. Avec cette œuvre, Les Perses, la télévision a visé trop haut. Un spectacle d'intellectuel sec comme un coup de trique. »
Lors de la rediffusion de 1966, on peut lire le commentaire suivant dans Les Nouvelles littéraires : « Ces décors dépouillés et majestueux, ces figures hiératiques, ces gestes sculptés sont autant d'éléments d'un univers barbare, démesuré, et qui réussit à donner un incontestable sentiment de grandeur. »

## Fiche technique
- Durée : 1 h 08 min
- Noir et blanc
- Pellicule 16 mm

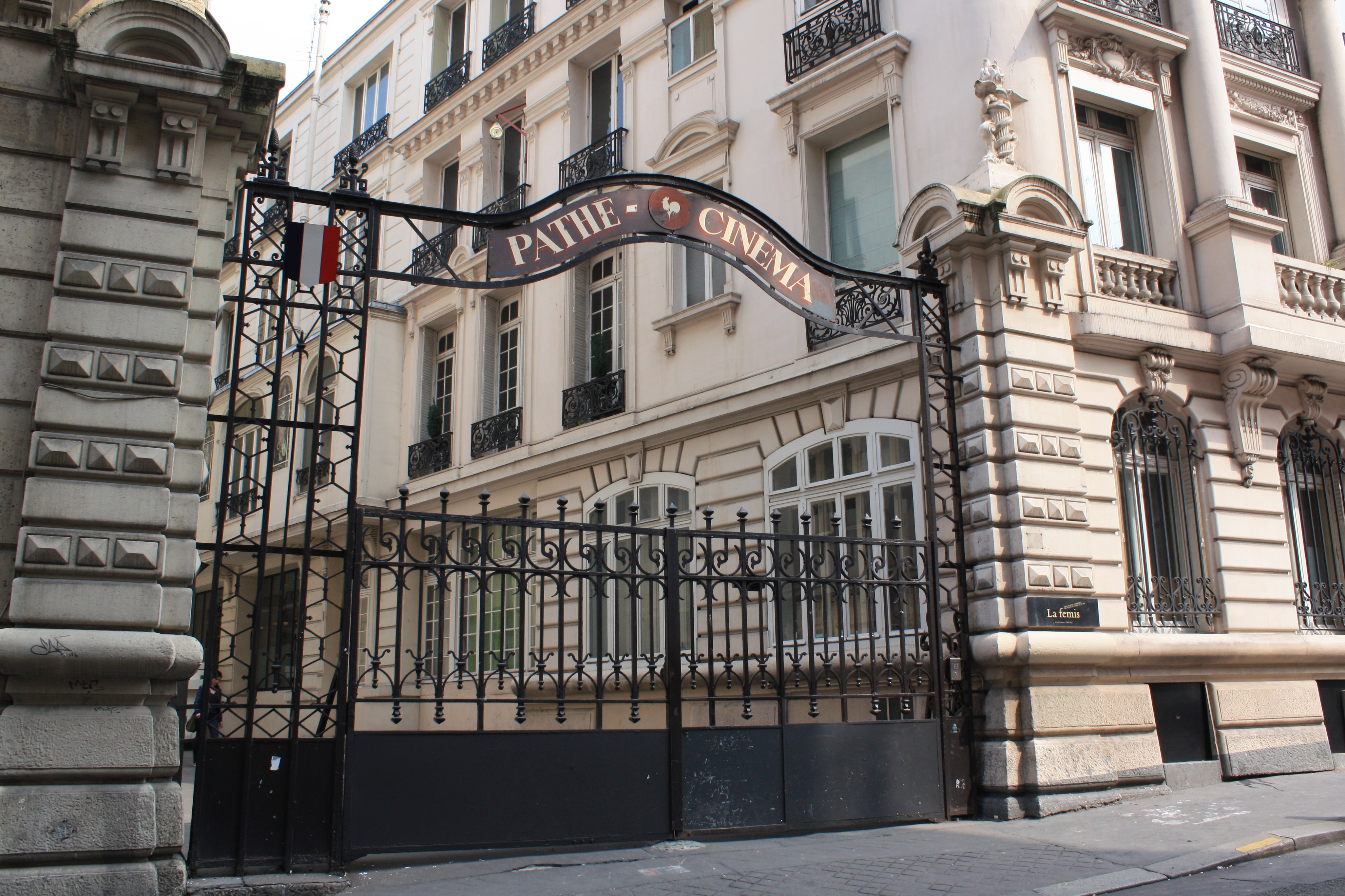
L'entrée du bâtiment servant de studio de tournage à l'époque, aujourd'hui siège de la Femis.

- Texte original : Les Perses d'Eschyle, traduit en français depuis le grec ancien
- Adaptation et réalisation : Jean Prat
- Image : Jacques Lemare
- Son : Armand Blouin
- Mixage : Paul Bonnefond, Joseph Richard
- Montage : Marc Pavaux
- Musique : Jean Prodromidès
- Masques : Cyrille Dives
- Costumes : Christiane Coste
- Décors : Jean-Jacques Gambut
- Direction des chœurs : René Alix
- Cadreur : André Lecœuvre
- Lieu de tournage : plateau A du studio de la rue Francœur (ex. Pathé Cinéma, actuellement siège de la fémis depuis 1999) à Paris (18e)

## Distribution
- François Chaumette : Le coryphée
- Maurice Garrel : le messager
- Maria Meriko : la reine Atossa, mère de Xerxès et épouse de Darius
- René Arrieu : Darius
- Claude Martin : Xerxès
- Les choreutes :
  - Charles Denner
  - Jean-Pierre Bernard
  - Jean Brassat
  - Jean-Daniel Ehrmann
  - André Oumansky
  - Mario Pilar
  - André Thorent

## Historique des diffusions
- 16 septembre 1961 : première présentation devant le jury du prix Italia (prix international de création radiophonique) au théâtre Verdi à Pise
- 30 octobre 1961 : première diffusion simultanément à la télévision sur RTF Télévision et à la radio sur France IV.
- 20 décembre 1966 : diffusion à l'ORTF
- 13 septembre 1975 : diffusion sur FR3
- Décembre 1975 : diffusion à la téléthèque Chaillot
- 07 avril 2021 : diffusion sur la chaîne culturelle éphémère durant la nuit Culturebox

## Enregistrements
- Disque vinyle : Philips, collection Trésors classiques, 835.494 LY, son stéréophonique (1961)
- DVD : INA, Les Grandes Fictions de la télévision, avec le soutien du CNC (juin 2009)

### Lectures
- Étienne Ithurria, « Les Perses », d'Athènes à la télévision (472 av. J.-C., 1961 ap. J.-C.), publié dans Hommage à Marcel Tarriol, université de Toulouse-Le Mirail, tome XVI, 1980